# Shane Gersich
Shane Paul Gersich (* 10. Juli 1996 in Chaska, Minnesota) ist ein US-amerikanischer Eishockeyspieler, der seit Juli 2025 beim italienischen Klub HC Bozen aus der ICE Hockey League unter Vertrag steht und dort auf der Position des linken Flügelstürmers spielt. Gersich, der der Neffe der langjährigen NHL-Profis Aaron, Neal und Paul Broten ist, war zuvor unter anderem fünf Spielzeiten bei den Hershey Bears in der American Hockey League (AHL) aktiv, mit denen er im Jahr 2023 den Calder Cup gewann.

## Karriere

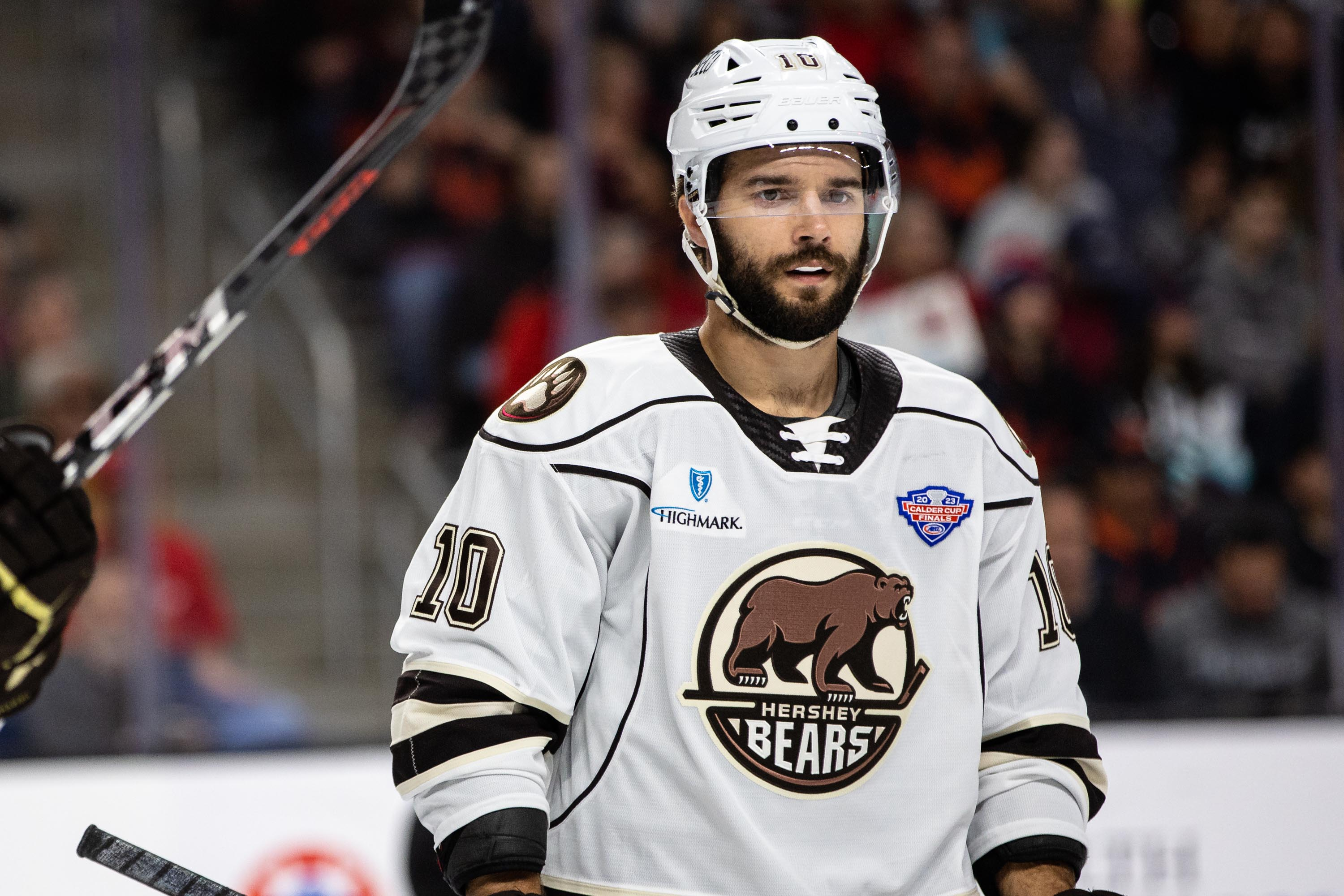
Gersich im Trikot der Hershey Bears (2023)

Gersich besuchte in seiner Jugend die Holy Family Catholic School und lief für deren Eishockeyteam in einer regionalen High-School-Liga seines Heimatstaates Minnesota auf. Während dieser Zeit debütierte der Angreifer bereits auf internationalem Niveau, als er an den Olympischen Jugend-Winterspielen 2012 teilnahm und dort mit dem Team den vierten Platz belegte. Zum Ende der Saison 2012/13 sammelte er erste Erfahrungen bei den Omaha Lancers in der United States Hockey League (USHL), wechselte allerdings zur folgenden Spielzeit ins USA Hockey National Team Development Program (NTDP), die zentrale Talenteschmiede des US-amerikanischen Verbandes USA Hockey. Mit deren Juniorenteams nahm er ebenfalls am Spielbetrieb der USHL teil, während die Auswahlen des NTDP auch als Nachwuchsnationalmannschaften fungieren, sodass er die USA bei der U18-Weltmeisterschaft 2014 vertrat und dort die Goldmedaille gewann. Anschließend wurde der Flügelstürmer im NHL Entry Draft 2014 an 134. Position von den Washington Capitals ausgewählt, bevor er zu den Omaha Lancers zurückkehrte und dort die Saison 2014/15 verbrachte.
Zum Herbst 2015 schrieb sich Gersich an der University of North Dakota ein, für deren Fighting Hawks er fortan in der National Collegiate Hockey Conference (NCHC) auflief, eine Liga der National Collegiate Athletic Association (NCAA). Bereits als Freshman gewann er mit dem Team die NCAA-Meisterschaft als beste College-Mannschaft der Vereinigten Staaten. Seine persönliche Statistik steigerte er im Jahr darauf deutlich, als er in 40 Spielen 37 Scorerpunkte verzeichnete. Schließlich statteten ihn die Capitals ein weiteres Jahr später, im März 2018, mit einem Einstiegsvertrag aus und ließen ihn wenig später in der National Hockey League (NHL) debütieren. Nach drei Einsätzen in der regulären Saison folgten zwei Partien im Conference-Halbfinale der Playoffs 2018 gegen die Pittsburgh Penguins, bevor die Capitals in der Folge den Stanley Cup gewannen. Da Gersich kein Spiel der Finalserie absolvierte, wurde sein Name nicht auf der Trophäe verewigt. Mit Beginn der Spielzeit 2018/19 kam der Stürmer ausschließlich bei Washingtons Farmteam, den Hershey Bears, in der American Hockey League (AHL) zu Einsätzen.
Nach der Saison 2021/22 unterzeichnete Gersich einen auf die AHL beschränkten Vertrag in Hershey, bevor er mit dem Team am Ende der Spielzeit 2022/23 die AHL-Playoffs um den Calder Cup gewann. Anschließend wurde sein Wechsel zu Västerås IK aus der schwedischen Allsvenskan bekannt, wo er ein Jahr verbrachte. Im Juli 2024 schloss sich der US-Amerikaner den Iserlohn Roosters aus der Deutschen Eishockey Liga (DEL) an. Im Sommer 2025 wechselte Gersich zum italienischen Klub HC Bozen in den Spielbetrieb der ICE Hockey League.

## Erfolge und Auszeichnungen
- 2014 Goldmedaille bei der U18-Weltmeisterschaft
- 2016 NCAA-Division-I-Championship mit der University of North Dakota
- 2023 Calder-Cup-Gewinn mit den Hershey Bears

## Karrierestatistik
Stand: Ende der Saison 2024/25

### International
Vertrat die USA bei:
- Olympischen Jugend-Winterspielen 2012
- U18-Junioren-Weltmeisterschaft 2014

(Legende zur Spielerstatistik: Sp oder GP = absolvierte Spiele; T oder G = erzielte Tore; V oder A = erzielte Assists; Pkt oder Pts = erzielte Scorerpunkte; SM oder PIM = erhaltene Strafminuten; +/− = Plus/Minus-Bilanz; PP = erzielte Überzahltore; SH = erzielte Unterzahltore; GW = erzielte Siegtore; 1 Play-downs/Relegation; Kursiv: Statistik nicht vollständig)